# Majoie Hajary

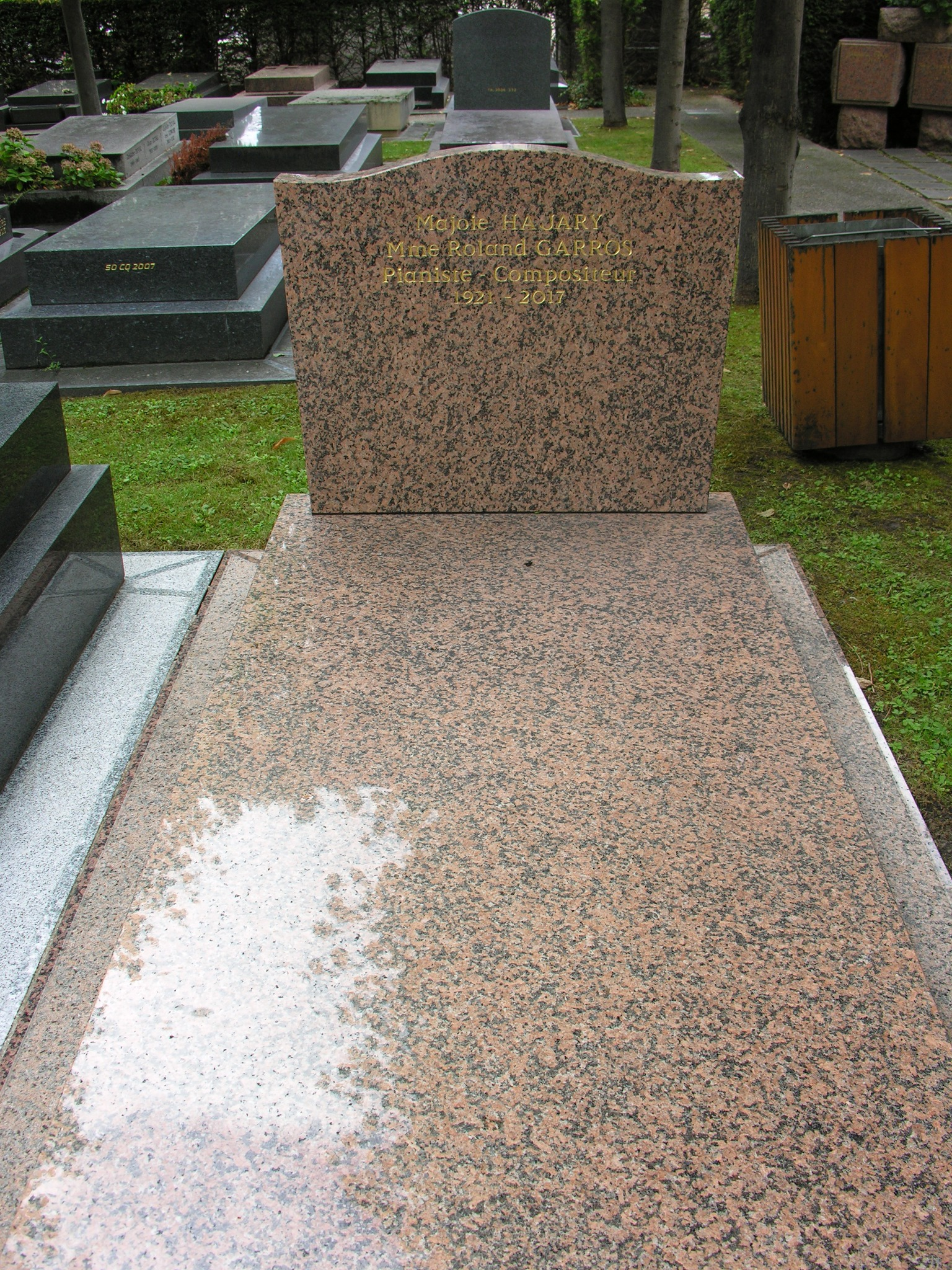
Vue de la sépulture.

Majoie Hajary est une pianiste et compositeur de musique contemporaine française, née le 16 août 1921 à Paramaribo et morte à Neuilly-sur-Seine le 25 août 2017.

## Biographie

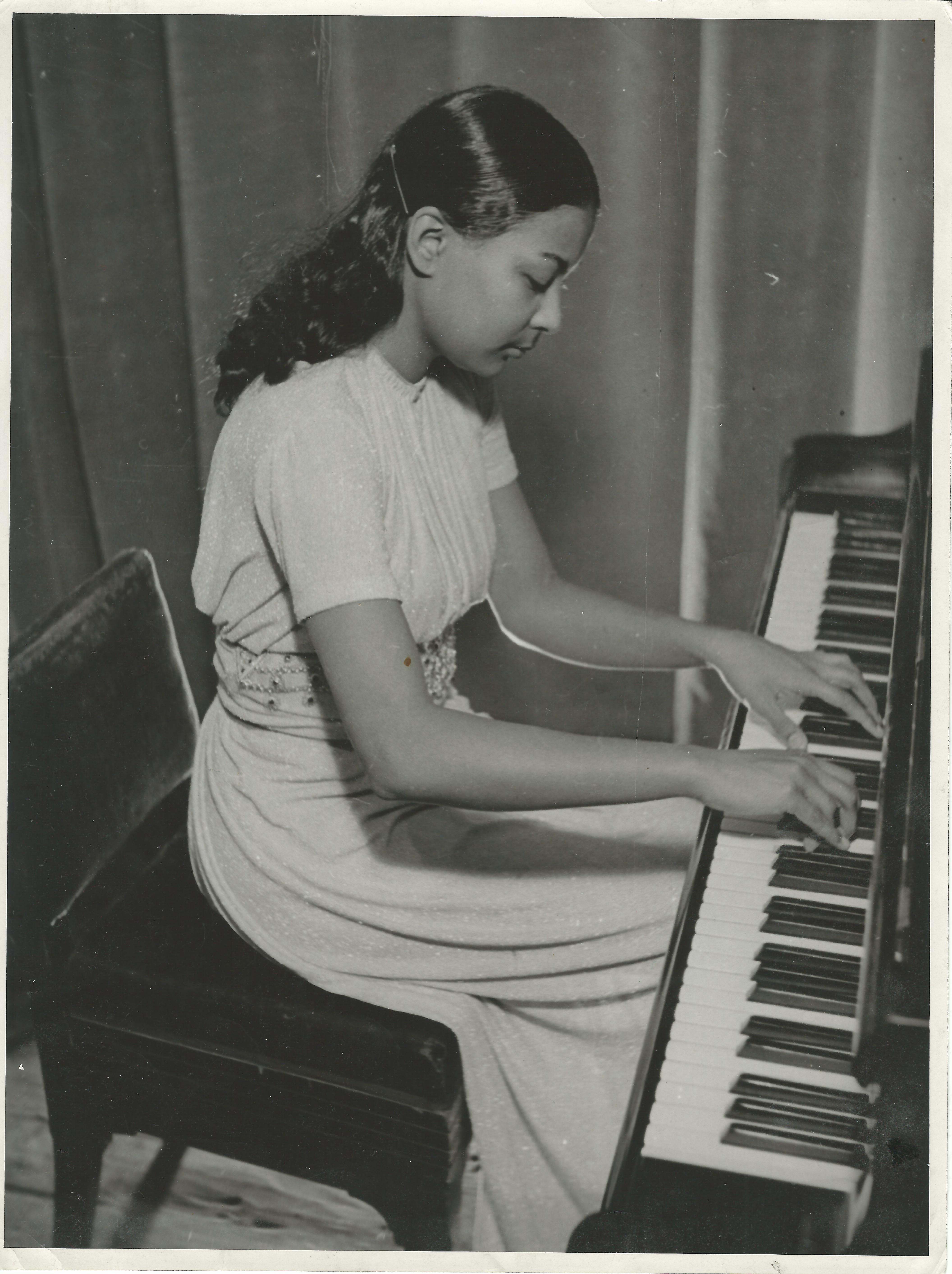
Majoie Hajary jeune.

Son père d’origine indienne était diplomate, sa mère était d’origine chinoise et amérindienne du Suriname. Elle vivait en France. 
Majoie Hajary a fait ses études au conservatoire de musique d’Amsterdam (professeurs : Wagenaar, Andriessen) Premier prix de piano du conservatoire d'Amsterdam (1943). Concertiste internationale (Amsterdam, Prague, Vienne, New York, Caracas, Berlin…). Elle est arrivée à Paris en 1950 pour se consacrer à la composition : elle y étudie avec Nadia Boulanger et Louis Aubert (composition), Annette Dieudonné (contrepoint), et Yves Nat (piano). 
Dans sa musique, elle allie le classicisme de sa formation personnelle avec les sonorités de ses origines : l’Inde, le Suriname avec sa musique aussi variée que colorée ou voisine l'Afrique, l'Asie … et le jazz. Elle demeure la seule musicienne à avoir réussi à transcrire en écriture musicale occidentale les râgas indiens. Pianiste concertiste, grande amie d'Alicia de Larrocha, habillée pendant ses concerts en élégants saris, elle a impressionné le public par ses interprétations magistrales d’œuvres du répertoire classique aussi difficile que la toccata de Schumann, le concerto Op.16 de Grieg, le 3e concerto de Beethoven, ou le Ier concerto de Liszt…

### Vie privée
Majoie Hajary épouse à Paris en 1951 un français, Roland Garros, homonyme du célèbre aviateur , dont elle a eu deux enfants. Elle a deux sœurs dont l’une est professeur de musique au Canada.

## Principales compositions
- Concerto pour piano et orchestre :  Hindoustani fantaisie (crée au Concertgebouw à Amsterdam), Broekmans&Van Poppel, 1943 ;
- Indoue Ballet (Washington, exécuté par Lilavati Yaquilar), 1946 ;
- Lieder (en allemand) texte de Helle Von Heister, Unesco Paris, 1950 ;
- Quatuor : Flûte de Jade , 1954 ;
- Play Koto (Tokyo), 1965 ;
- New Sound From India (CBS), 1967 ;
- Requiem Pour Gandhi (CBS).1968 ;
- La Passion Selon Judas (CBS), 1970 ;
- Chants du Gita Govinda (Chants du monde) texte de Marguerite Yourcenar lu par Maurice Béjart, 1974 ;
- Da Pinawieke – oratorio chanté tous les ans à Pâques à Paramaribo, 1975 ;
- Variations 87X1, 1976 ;
- Blue Râga pour piano et  orchestre, 1977 ;
- La Larme d’Or – opéra en un prologue et trois actes, 1996 ;
- Râga du Prince –“il ritratto dell’amore” interprété par Egon Mihajlovic et Jeremias Schwarzer, (Cybele), 1999.

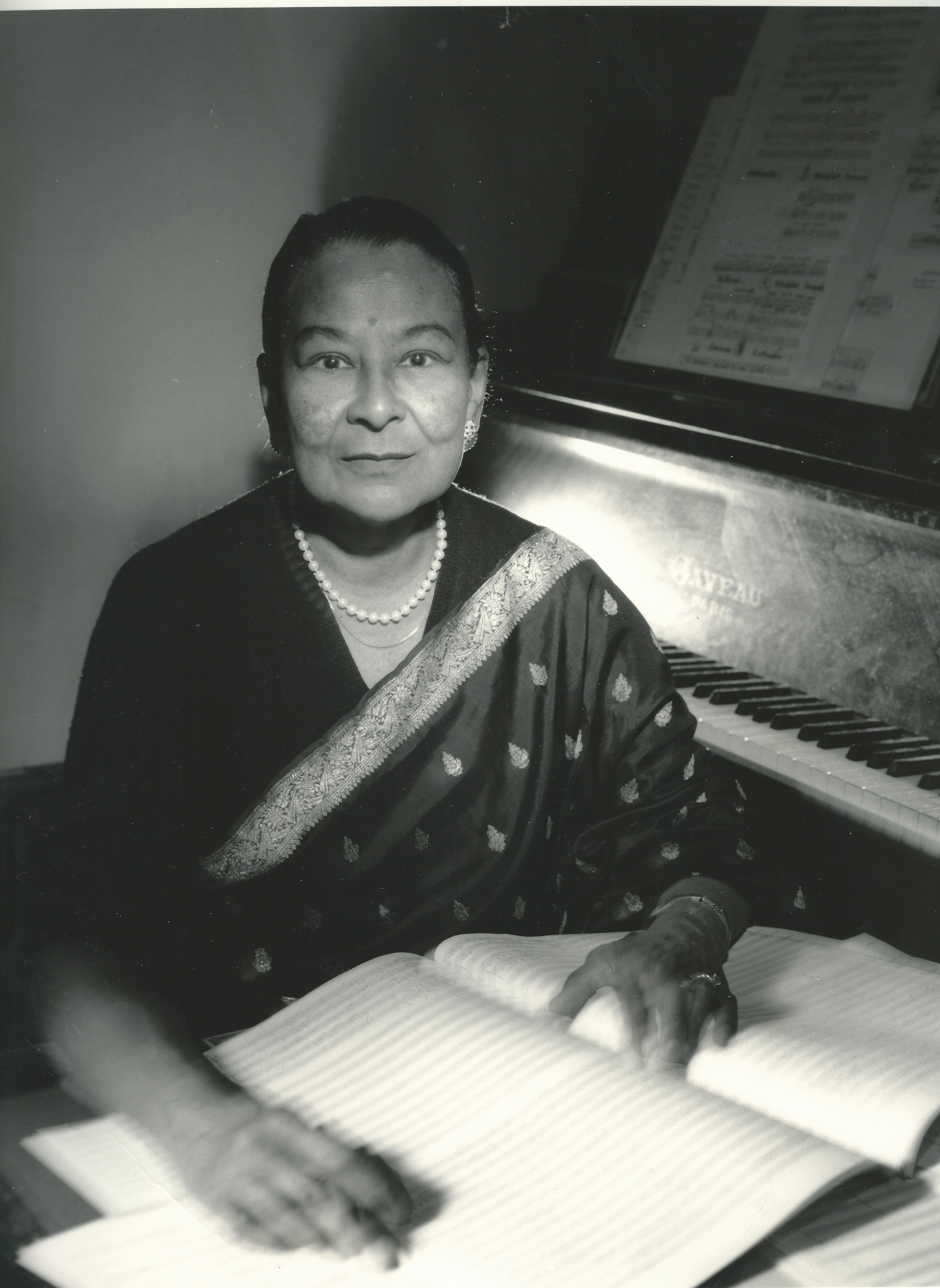
Majoie Hajary âgée avec la partition d'une de ses œuvres La Larme d'or.

## Publications
- Le Yoga du Pianiste, Paris 1987, réédité en 1991 (Sedim éditeur) et traduit en néerlandais (Strengholt-Naarden, La Haye, 1989) ;
- L’Art du Piano, une méthode à la portée de tous, Paris, 1989 (Choudens éditeur, ID Musique) ;
- La forme du Râga, Paris, 1991.

## Traductions
Polyglotte, Majoie Hajary a traduit du néerlandais au français, des ouvrages de nature très différentes, en particulier :
- La Planification du professeur Jan Tinbergen, Prix Nobel (Univers de la connaissance-Hachette - Paris, 1967) ;
- Max Havelaar de  Multatuli (Edouard Douves Dekker) première traduction en France (les précédentes étant belges) (éditions universitaires - Paris, 1968) ;
- Télémaque au village de Marnix Gijsen (éditions universitaires - Paris, 1969) ;
- Les plantes du monde de H. De Witt (Hachette, 3 tomes, Paris, 1966-1968-1969) ;
- Peuples et coutumes en voie de disparition : l’Afrique Noire de G. Pubben et C. Gloudemans (Grund-Paris, 1979).